# چسترفیلد
چسترفیلد (به انگلیسی: Chesterfield) یک شهر بازاری و شهرک در بریتانیا است که در دربی‌شر واقع شده‌است.

## خواهرخوانده
شهر استاوانگر خواهرخواندهٔ چسترفیلد هست.